# Lenton Cove
Die Lenton Cove ist eine Bucht im Südosten von Signy Island im Archipel der Südlichen Orkneyinseln. Sie liegt als Nebenbucht der Clowes Bay nordöstlich des Lenton Point.
Der Falkland Islands Dependencies Survey (FIDS) nahm zwischen 1947 und 1950 Vermessungen der Bucht vor. Luftaufnahmen entstanden 1968 durch die Royal Navy. Das UK Antarctic Place-Names Committee benannte sie 2004 in Anlehnung an die Benennung der gleichnamigen Landspitze. Deren Namensgeber ist Ralph Anthony Lenton (1923–1986), Funker des FIDS auf Signy Island im Jahr 1948.